# 尹明德
尹明德（1894年7月12日—1971年），字泽新，号光南，云南省腾冲县河西乡孟连村人（今德宏州梁河县）。
他於1912年春考入云南省立第一中学。1917年，他东渡日本留学。1918年他回国考入国立北京工业学校机织系，参加五四运动，并被推选为北京工业学校代表参加学生联合会的各种活动。1924年春，他进入北京工业大学研究班继续深造，与腾冲县在北京各大高校读书的青年学子共同创办了《新腾冲》刊物。
1929年，为了应对中缅边界北段之“未定界”问题，中国国民政府内政部和外交部特派尹明德为滇缅界务调查专员，负责勘查中缅边界北段之“未定界”，以供国民政府划界时参考。他經一年多的实地勘查，1931年向政府提交《滇缅界务北段调查报告》，向政府提出了划定中缅边界的建议线，主张国民政府应“明白宣布以阿萨密、户拱间之巴开山、龙岗多山为界”。这條界線将尖高山以北，包括户拱、江心坡、坎底、恩梅开江上游各源地区及中、下游以东地区等全部划入中国版图。“尹明德建议线”为国民政府所采纳。
他著有《宣慰日记》、《云南北界勘察记》等书。1960年代中緬邊界談判前，周恩来總理专门邀请他到北京當面請教。